# Las Brisas (Colima)
Las Brisas es una de las 8 delegaciones del municipio de Manzanillo en México. Las Brisas colinda con las delegaciones Valle de las Garzas y Tapeixtles. La región es turística por su acceso a playas de la bahía de Manzanillo.